# 明斯特-萨姆斯海姆
明斯特-萨姆斯海姆是德国莱茵兰-普法尔茨州的一个市镇。总面积6.92平方公里，总人口2856人，其中男性1408人，女性1448人（2011年12月31日），人口密度413人/平方公里。